# Tapeinosperma lecardii
Tapeinosperma lecardii är en viveväxtart som beskrevs av Carl Christian Mez. Tapeinosperma lecardii ingår i släktet Tapeinosperma och familjen viveväxter. Inga underarter finns listade i Catalogue of Life.